# پرناک‌لار
پرناک‌لار (به لاتین: Pernaklar) یک منطقه مسکونی در جمهوری آذربایجان است که در شهرستان بردع واقع شده است.